# Eremochrysa (Eremochrysa) yosemite
Eremochrysa (Eremochrysa) yosemite is een insect uit de familie van de gaasvliegen (Chrysopidae), die tot de orde netvleugeligen (Neuroptera) behoort. 
Eremochrysa (Eremochrysa) yosemite is voor het eerst wetenschappelijk beschreven door Banks in 1950.